# كيفتة غيوة سين
كيفتة غيوة سين هي قرية في مقاطعة سميرم، إيران. عدد سكان هذه القرية هو 1,396 في سنة 2006.